# Futbol'nyj Klub Dinamo-Barnaul
La Dinamo-Barnaul, ufficialmente Futbol'nyj Klub Dinamo-Barnaul (in russo Профессиональный Футбольный Клуб Динамо-Барнаул?), è una società di calcio russa con sede a Barnaul.

## Storia
Fondato nel 1957 col nome di Urožaj (in russo Urožaj?, cioè Raccolto), nello stesso anno fece la sua prima apparizione nei campionati nazionali sovietici, partendo dalla Klass B, nome con cui era identificata all'epoca la seconda serie del campionato sovietico di calcio. Nel 1960 cambiò nome in Temp; mantenne la categoria fino al 1962, quando, al termine della stagione con la riforma dei campionati rimase in Klass B che nel frattempo era però divenuta la terza serie, scendendo di fatto di categoria.
Vinse sia nel 1963 che nel 1964 il proprio girone, ma non ottenne la promozione, avendo perso i play-off nazionali; al termine della stagione 1965, invece, pur classificando terzo, fu ugualmente ammesso alla seconda serie; mantenne questa categoria fino alla fine del 1969 quando un'ulteriore riforma dei campionati e il 23º posto finale lo portarono a retrocedere in terza serie. Nel corso del 1969 cambiò nome in Dinamo e nel 1974 vinse il proprio girone, ma non ottenne la promozione a causa del quinto posto nel girone di semifinale. Nel 1980 e nel 1981 vinse il proprio girone, ma in entrambe le occasioni non riuscì a vincere il girone finale.
Rimase così in terza serie fino alla scomparsa dell'Unione Sovietica. Nella Coppa dell'URSS raggiunse in tre occasioni i sedicesimi di finale (1966/'67, 1988/'89 e 1991/'92).
Con la nascita del campionato russo nel 1992 ebbe la possibilità di debuttare direttamente nella neonata seconda serie: nel 1993, però, retrocesse in terza serie. Dopo 14 stagioni di permanenza in tale categoria riuscì a vincere il Girone Est, raggiungendo la seconda serie: fu però un'avventura breve, che durò appena una stagione, con l'immediata retrocessione.

## Palmarès

### Competizioni nazionali
- Vtoraja Liga sovietica: 4

1963 (Girone 5), 1964 (Girone 6), 1980 (Girone 4), 1981 (Girone 4)
- Vtoroj divizion russa: 1

2007 (Girone Est)

### Altri piazzamenti
- PFN Ligi:

Secondo posto: 2004
- Pervenstvo Professional'noj Futbol'noj Ligi:

Terzo posto: 1995 (Girone Est), 2017-2018 (Girone Est)